# Kreugerkraschen

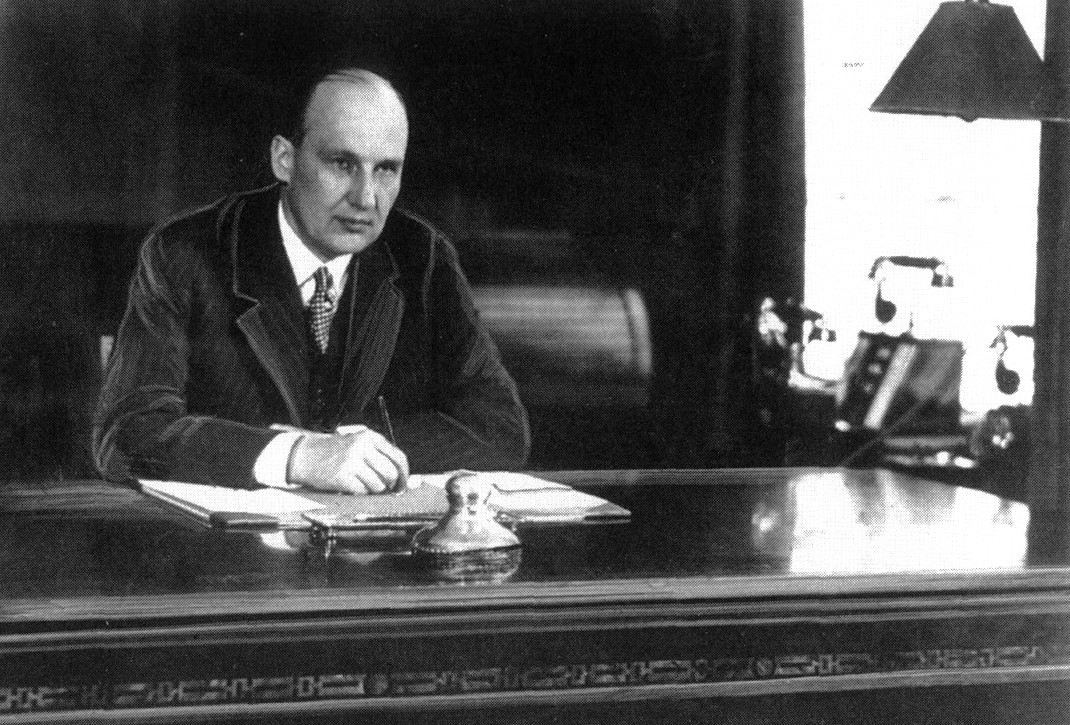
Ivar Kreuger omkring 1930 vid sitt skrivbord på Svenska Tändsticks AB:s huvudkontor, det s.k. Tändstickspalatset.

Kreugerkraschen betecknar Kreugerkoncernens ekonomiska sammanbrott och konkurs 1932 och den ekonomiska kris som följde därav i Sverige. Ivar Kreugers företagsimperium var då högt belånat och befann sig i en allvarlig likviditetskris sedan finansiärerna börjat säga upp lånen i början av 1930-talet. Kreuger försökte rädda situationen med att ta upp nya lån under februari 1932 via den Svenska riksbanken och de största bankerna i Sverige men det hela slutade med att Kreuger avled av ett dödande skott den 12 mars 1932 i Paris, några dagar före ett planerat möte i Berlin med Riksbankchefen Ivar Rooth.

## Ivar Kreugers död
Den 12 mars 1932, mitt på dagen, fann man Kreuger skjuten till döds i sin lägenhet i Paris. Kreuger låg på rygg fullt påklädd ovanpå sängen med pistolen liggande bredvid kroppen. På skrivbordet låg ett tjockt kuvert adresserat till Krister Littorin innehållande tre andra kuvert, ett adresserat till Littorin och de andra till Ivar Kreugers syster Britta respektive till Sune Schéle. Breven till Sune Schéle (som arbetade för Kreuger 1919-1932 och ansvarade för Kreugerkoncernens verksamhet i Indien under åren 1925-1930) och Ivars syster Britta har inte offentliggjorts. Brevet till Littorin som av någon oklar anledning var skrivet på engelska fast han var Kreugers närmaste svenska medarbetare, hade följande lydelse:
| ” | I have made such a mess of things that I believe this to be the most satisfactory solution for everybody concerned. Please, take care of these two letters also see that two letters which were sent a couple of days ago by Jordahl to me at 5, Avenue Victor Emanuel are returned to Jordahl. The letters were sent by Majestic - Goodbye now and thanks. I K. | „ |
| – [Sv. översättning: Jag har ställt till med en sådan röra att jag tror att detta är den mest tillfredsställande lösningen för alla berörda. Var vänlig ta hand om dessa två brev, och se till att två brev som Jordahl för ett par dagar sedan skickade till mig på 5 Avenue Victor Emanuel returneras till Jordahl. Breven skickades med Majestic - Adjö och tack. I.K.] | |   |

Detaljerna kring Ivar Kreugers död har inte blivit helt klarlagda. Den officiella förklaringen är dock att Ivar begick självmord, i första hand beroende på den svåra ekonomiska kris som hans imperium hade försatts i under 1931 och som kulminerat under februari-mars 1932 som enbart Ivar Kreuger personligen insåg vidden av genom att han inte hade delgett styrelsen all information, men som hade avslöjats om riksbanken hade fått ta del av alla detaljer i koncernens ekonomiska situation, vilket var riksbankens och Ivar Rooths avsikt att reda ut vid det planerade mötet i Berlin, ett möte som dock aldrig kom till stånd.

## Politiska, ekonomiska och personliga konsekvenser
Konkursen fick såväl politiska som stora ekonomiska konsekvenser med en förändrad ägarstruktur i det svenska näringslivet. Statsminister C G Ekman anklagades för att hans parti, Frisinnade folkpartiet, tagit emot ekonomiska bidrag av Kreuger och i samband med detta skulle ha lagt beslag på en del av bidragen för egen del. Det senare kunde dock inte bevisas men anklagelserna ledde till slut till att han tvingades avgå i augusti 1932.
Att konkursen fick en sådan förödande effekt på många områden i främst Sverige visas av att koncernen under 1930 svarade för nära 64 procent av den totala omsättningen på Stockholms fondbörs.
Många mindre investerare, både enskilda personer, mindre företag och bankirfirmor som investerat i Kreugerpapper drabbades hårt av kraschen. Antalet konkurser blev omfattande och drabbade många enskilda personer hårt då de fick se sina besparingar gå upp i rök. Flera personer i Kreugerföretagen åtalades för bokföringsbrott och några fick avtjäna längre fängelsestraff. Skandinaviska banken som stod för närmare hälften av krediterna och borgensåtagandena från det svenska banksystemet till koncernen erhöll statligt stöd för att överleva. Delar av tändsticksimperiet återuppstod 1936 i företaget Svenska Tändsticks Aktiebolaget.
Kreugerkoncernens konkurs inbegrep också att Kreugers dödsbo försattes i konkurs, till stor del beroende på att det var omöjligt att reda ut vad som tillhörde Kreuger privat och vad som ägdes av hans olika företag. Kreugers samtliga "privata" ägodelar som möbler, hans privata bibliotek, all värdefull konst i hans olika bostäder, båtar etc. och t.o.m. personliga tillhörigheter och presenter av betydande värde såldes ut. Eftervärlden har bedömt att utförsäljningen av Ivar Kreugers samtliga ägodelar till stor del drevs fram av den allmänna opinionen som krävde en hämnd för sina stora förluster på Kreugerimperiets värdepapper. Det mesta av lösöret såldes av konkursförvaltaren på olika auktioner som hölls under hösten 1932. I hans testamente angivna ägodelar och kontanta belopp till olika personer ströks helt och hållet. Till Ingeborg Eberth hade Kreuger i sitt testamente avsatt 500 000 kronor (penningvärde 2020 cirka 18 miljoner kr) vilket följaktligen aldrig utbetalades.

## Konkursen i siffror
Kraschen fick även stor betydelse för den svenska börsen, vars betydelse som riskkapitalförsörjning för företagen nästan upphörde under flera decennier framåt. Konkursutredningen som påbörjades någon månad efter Kreugers död, avslutades först under 1941. Oprioriterade fordringsägare hade vid den tidpunkten erhållit en utdelning på totalt 42,8 procent medan aktier och debentures visade sig vara helt värdelösa. Enligt samma källa (1943) så hade koncernens sammanlagda verkliga vinster under hela dess tillvaro uppgått till 151 miljoner kronor, medan det i räntor och utdelningar utbetalats 668 miljoner. Av dessa hade Kreuger själv förmodligen tillägnat sig cirka 400 miljoner som han till största del använt för att stödja kurserna på koncernens egna värdepapper. Dessa belopp skulle år 2022 motsvara följande värden:
För tidsperioden 1917-1932 framfördes 1943 följande siffror:
- Summan av verkliga vinster fram till 1932, 151 miljoner, motsvarande 5 miljarder år 2022.
- Summan av utdelningar fram till 1932, 668 miljoner, motsvarande 23,8 miljarder år 2022.
- Förmodat belopp av utdelningar som förmodat hamnade hos Kreuger själv och som i huvudsak användes för stödköp av egna värdepapper, 13 miljarder år 2022.

Detta utan hänsyn till att företagen runt 1930 arbetade i en mindre industrialiserad värld, med en total befolkning på cirka 2,6 miljarder människor, vilket i hög grad har betydelse för beloppens absoluta tal vid en jämförelse med dagens företagsvärld med en total befolkning på cirka 8 miljarder och därmed både större lokala marknader i respektive land och total marknad i världen.  

## Kreuger i backspegeln

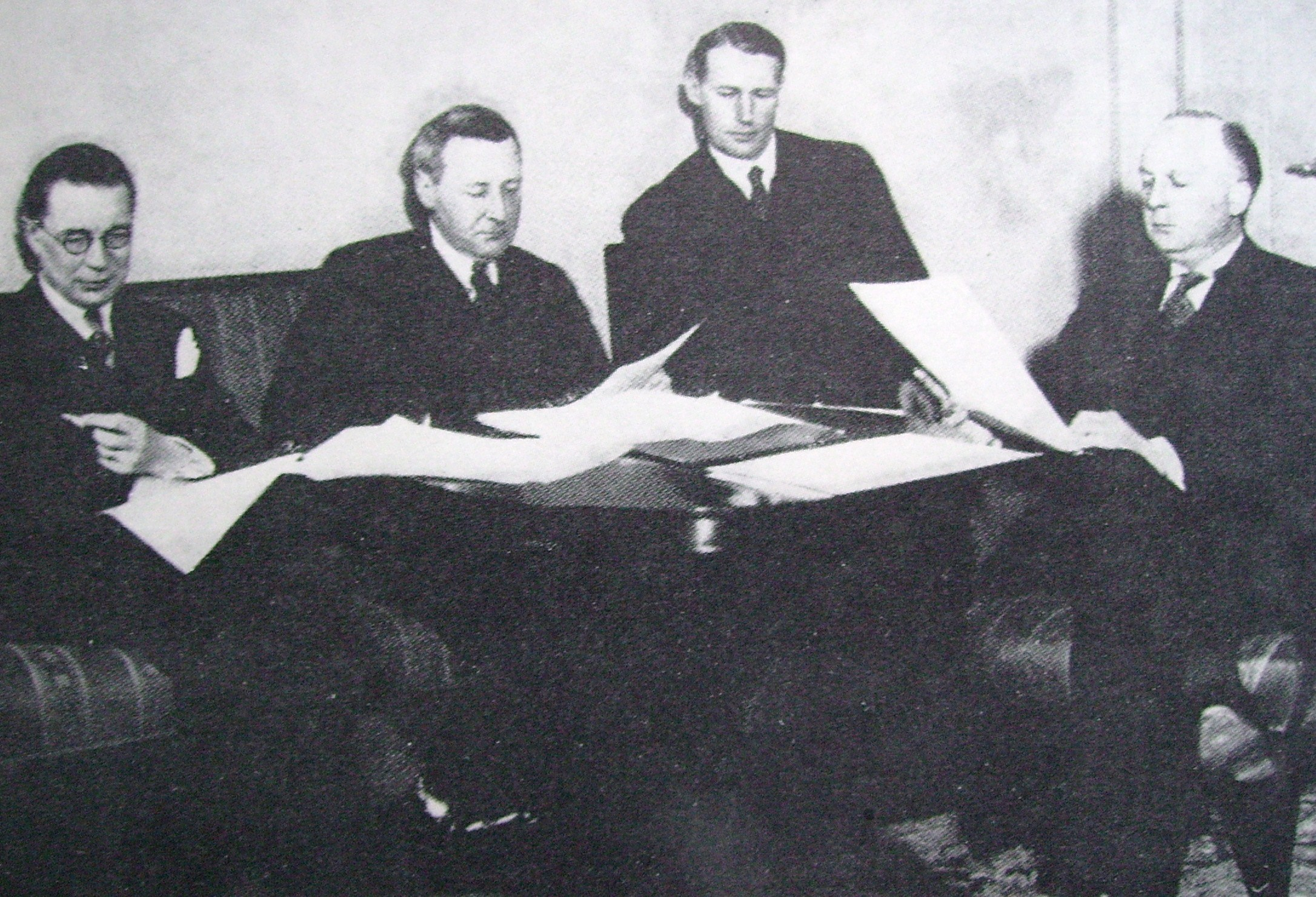
Kreugerkommissionen: Ernfrid Browaldh, Torsten Nothin, Jacob Wallenberg och Martin Fehr.

Många företagsanalytiker har genom åren försökt förstå vilken strategi Kreuger kan ha haft under den allt snabbare expansionen. Man anser att han måste ha varit medveten om att koncernens verkliga vinster knappast motsvarade värdet på företagets värdepapper och även att uppgivna prognoser på framtida vinstutveckling var alltför optimistiska. Ett stående inslag i koncernens redovisning var mycket allvarliga bokföringsfel till Kreugerkoncernens fördel, exempelvis tillgångar som tagits upp till dubbelt värde via dotterbolag, som han också måste ha varit medveten om. Bland andra Thunholm anser att det bara var Kreuger som hade full insyn i företagets ekonomiska ställning och att han själv styrde det mesta i koncernen. Vid många transaktionstillfällen informerade han aldrig styrelsen eller gav en felaktig information. Bristerna i information eller helt utebliven information skulle ha varit den grundläggande orsaken till de allvarliga bokföringsfel och den övervärdering av koncernens tillgångar som uppdagades vid konkursutredningen. Många transaktioner var svåra att följa, vilket förutom koncernens storlek, starkt bidrog till att konkursutredningen tog ovanligt lång tid.
En analys som framfördes i Bonniers konversationslexikon 1943 var att Kreuger med all sannolikhet som första steg var ute efter ett nära nog fullständigt världsmonopol på tändstickstillverkning. När detta väl var uppfyllt skulle han kunna höja priserna till en nivå som skulle täcka skillnaderna mellan värdepapprens marknadsvärde och företagets verkliga ekonomiska ställning. Med detta som bas skulle Kreuger gå vidare med samma strategi inom en rad andra områden, som telekommunikation, verkstadsindustri, gruvnäring, cellulosa- och skogsindustri. Försäljningen 1931 av en majoritetspost aktier i L.M. Ericsson till huvudkonkurrenten ITT, som han hade förvärvat året innan, gick stick i stäv med hans målsättning att öka aktieinnehavet i svensk industri och måste ses som motiverad av koncernens likviditetskris, som blev akut mot slutet av 1931.
Vissa analytiker har hävdat att expansionen utanför tändsticksindustrin, som inleddes i ett tidigt skede i koncernens utveckling, med all sannolikhet hade att göra med att Kreuger ansåg det för riskfyllt att enbart satsa på tändsticksindustrin och kan ha förutsett en nedgång i tändsticksindustrins utveckling i jämförelse med andra branscher. En tänkbar fortsättning på första världskriget och ambitionen att förhindra ett nytt krigsutbrott kan också ha spelat in i Kreugers strategi. Många anser att Kreugers stora utlåning till länder i Europa, i samarbete med regeringarna i USA och Sverige, där merparten av lånekapitalet togs upp genom utgivande av debentures men också som direkta lån i främst amerikanska banker under perioden 1925-1930, som skulle användas för uppbyggnaden av Europa efter första världskriget, i första hand var avsedd att förhindra ett nytt krigsutbrott. Kreuger kombinerade utlåningen med långa amorteringstider och förmånliga räntor med att skaffa sig monopol i tändsticksindustrin, vilket ingen annan hade lyckats med. Det stora lånet till Tyskland 1929 hade effekten att bidra till upprustningen av krigsindustrin. När Adolf Hitler kom till makten 1933 slutade Tyskland att avbetala på lånet.

## "Tändstickskung" eller "svindlare"
I Europa har Kreuger tilldelats epitetet "Tändstickskungen" medan man i USA under påverkan av tidskriften The Economist efter Kreugerkraschen gav honom epitetet "The world's greatest swindler" (historiens största svindlare). Utan en fullständig genomlysning av Kreugers verksamhet från 1908 fram till Kreugerkraschen 1932 och vad hans företag egentligen åstadkom i uppbyggnaden och utvecklingen av speciellt tändsticksindustrin, har nog epitetet "svindlare" fog för sig under åren närmast 1930, men om inte depressionen 1929 hade kommit emellan hade med all säkerhet Kreugerimperiet kunnat ha överlevt och radikalt kunnat påverka den industriella ägarstrukturen i både Sverige och Europa. Flertalet av de företag inom Kreugerkoncernen som försattes i konkurs efter mars 1932 återhämtade sig inom ett fåtal år, däribland Svenska tändsticksaktiebolaget och andra betydande svenska industrier, dock inte den amerikanska motsvarigheten IMCO. Konkursen har av eftervärlden kritiserats hårt som alltför konservativ där företagens värden skrevs ner till obefogat låga värden, vilket i hög grad gynnade de banker som övertog stora delar av koncernen med stöd av statliga garantier.

## Spåren efter Kreugerkraschen
Spåren efter Kreugerkraschen, som av många i kombination med effekterna av den stora depressionen anses som den största företags- och finanskraschen i modern tid, syns även idag; så är till exempel röstmajoriteten i L M Ericsson delad mellan Handelsbanken och familjen Wallenbergs Investor för att säkerställa kontinuitet och stabilitet för bolaget. Denna överenskommelse träffades efter Kreugerkraschen.